# Antonio d’Abacco
Antonio d’Abacco – szesnastowieczny włoski architekt, rytownik i teoretyk literatury, autor prac o architekturze starorzymskiej.

## Życiorys
Był uczniem Antonio da Sangallo młodszego. W 1558 roku opublikował traktat architektoniczny Libro d Antonio d' Abacco, appartenente а l' architettura, nel quale si figurano alcuone nobile antichtità de Roma z własnymi rycinami. Był autorem grawerowanych planów bazyliki watykańskiej, na podstawie szkiców opracowanych przez swojego nauczyciela.